# 费多尔·夏里亚宾
费多尔·伊万诺维奇·夏里亚宾（俄语：Фёдор Иванович Шаляпин，1873年2月13日—1938年4月12日，又译夏里亚平、沙利亚平），俄罗斯歌剧演唱家，男低音，曾在世界各国众多歌剧院表演，主演多部电影（如《伊凡雷帝》和《堂吉诃德》），出版大量唱片，1927年旅居巴黎期间因向白俄难民捐款，被撤销“人民演员”的头衔，1935年底至1936年4月，夏里亚宾曾在亚洲巡演。1938年，夏里亚宾因白血病在巴黎逝世，多年后被苏联平反，1984年由巴黎迁葬至莫斯科新圣女公墓。

## 外部連結
- 《大英百科全书》中的条目：费多尔·夏里亚宾（英文）
- Tatar Museums (in English)